# Республиканская художественная гимназия-интернат имени К. А. Давлеткильдеева
Республиканская художественная гимназия-интернат им. К. А. Давлеткильдеева (РХГИ) — общеобразовательное учреждение среднего (полного) общего образования с углубленным изучением изобразительного искусства, обеспечивающим включение национально-регионального компонента в содержание образования и воспитания.

## История
Основана в 1961 году по инициативе министра народного образования Мустафиной Фатимы Хамитовны.
В 1965 году по решению Совета Министров БАССР преобразована в среднюю художественную школу-интернат (РСХШИ).
В 1994 году по распоряжением Кабинета Министров Республики Башкортостан № 293 от 19.08.94 г. школа преобразована в Республиканскую художественную гимназию-интернат имени Касима Аскаровича (Салиаскаровича) Давлеткильдеева, основоположника башкирского изобразительного искусства.

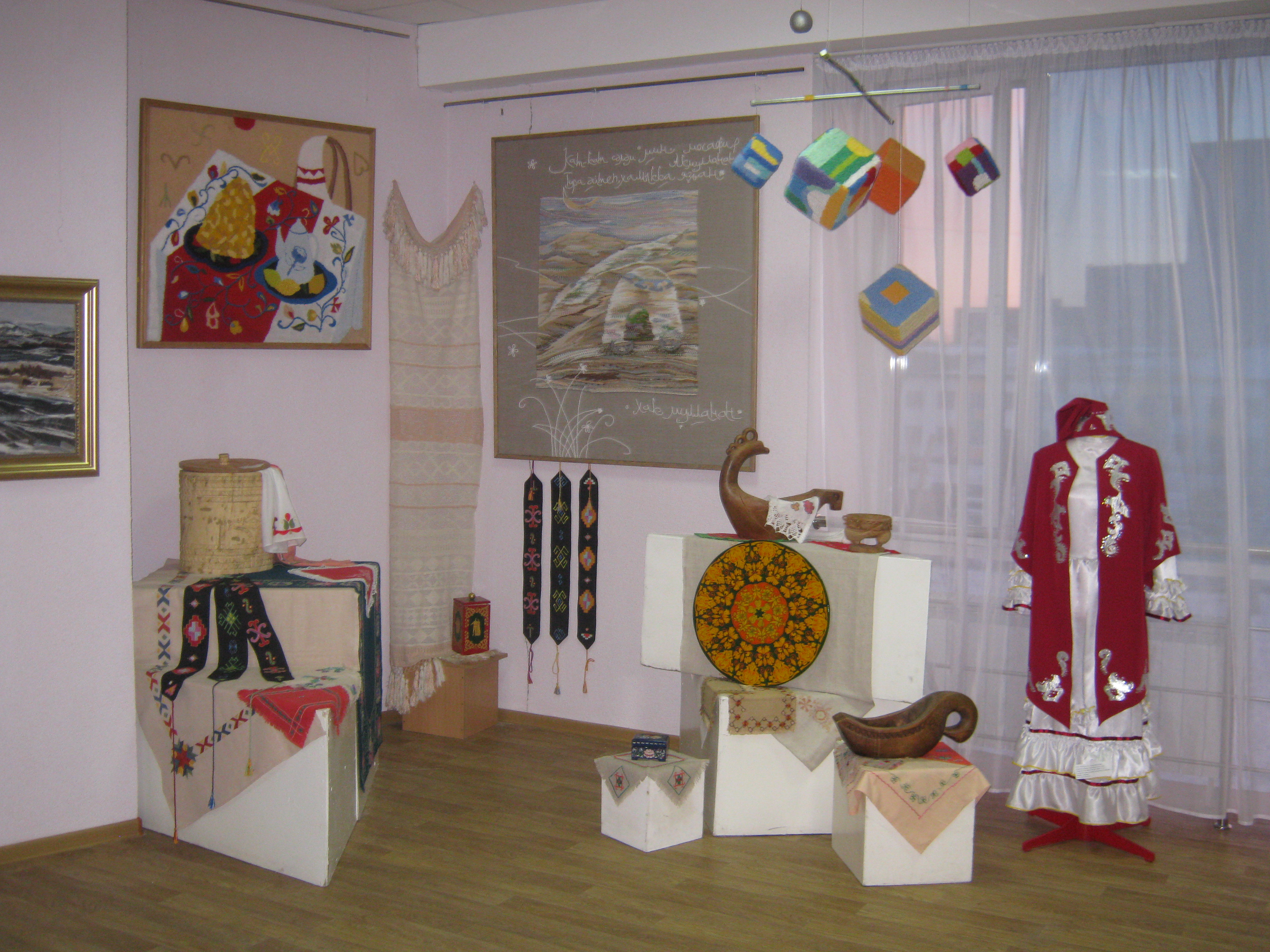
Выставка работ учащихся РХГИ им К. А. Давлеткильдеева

### Галерея
В 2005 году в гимназии открыт детский художественный выставочный зал «Кояшкай» («Солнышко»), который экспонирует лучшие работы учащихся и выпускников, а также лауреатов Благотворительного некоммерческого фонда «Одарённые дети».